# Division de l'Empire romain
Durant le IVe siècle, l'Empire romain est partagé en deux parties : l'Empire romain d'Occident et l'Empire romain d'Orient. Si le premier disparaît au siècle suivant sous le coup des invasions germaniques, de la création de royaumes sur son territoire et d'autres raisons plus complexes que les seules invasions, l'existence du second se poursuit jusqu'à la prise de Constantinople par les Ottomans en 1453, à travers ce que l'Europe occidentale a désigné successivement par les noms de « Romanie » (ou encore Romée), de « Bas-Empire », puis d'« Empire byzantin ».

## Contexte

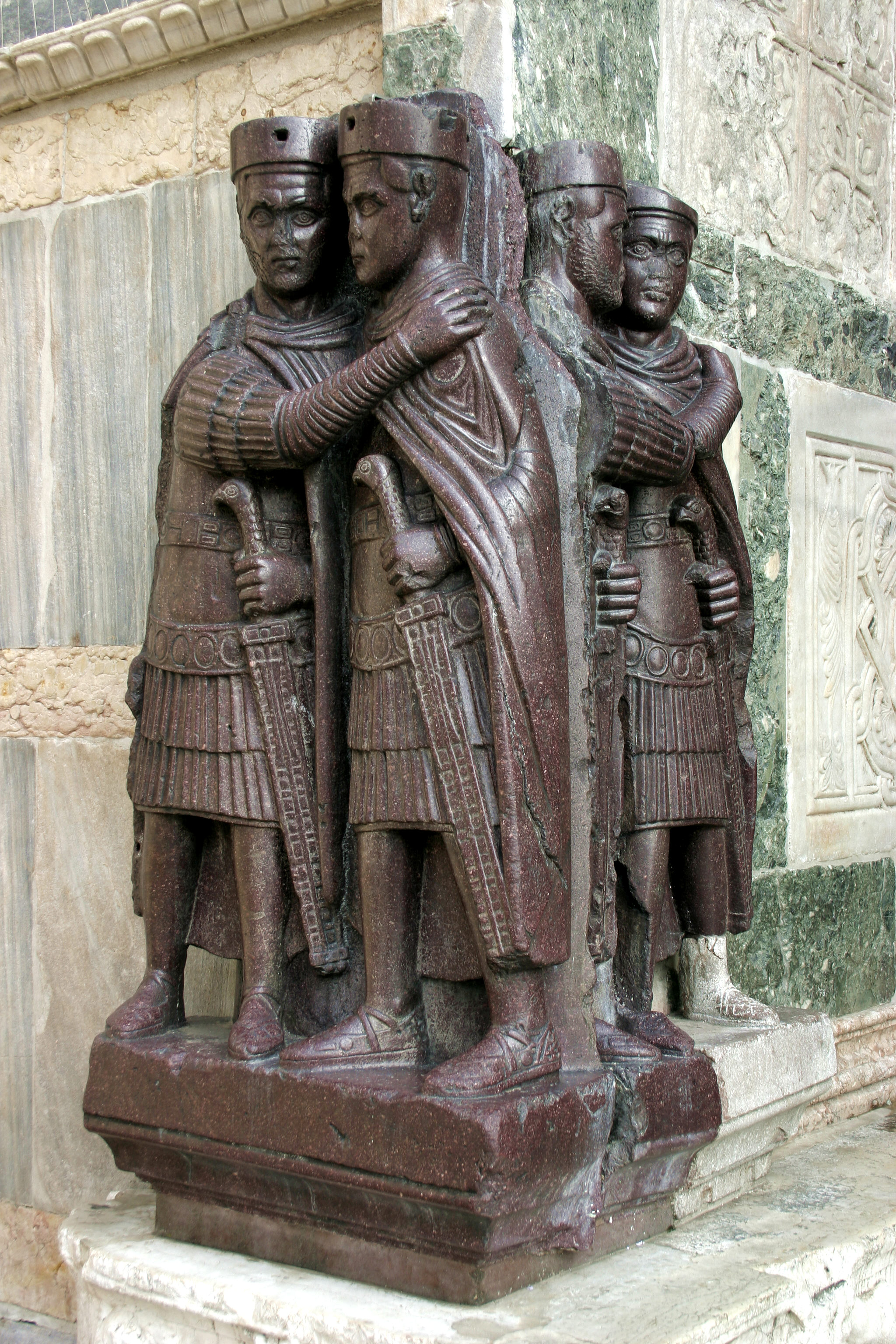
Les Tétrarques (porphyre d'Égypte, Empire romain d'Orient, vers 305 ap. J.-C., aujourd'hui à la basilique Saint-Marc de Venise).

### L'œuvre de Dioclétien et de ses successeurs
L'Empire romain est divisé en 285-286 en diocèses par l'empereur Dioclétien, qui instaure aussi une tétrarchie. Lui-même administre les régions situées en Orient, et son compagnon d'armes Maximien celles en Occident. Chacun est assisté d'un coempereur ayant le titre de César. Cette organisation était conçue comme une division administrative et non politique, le collège des empereurs représentant l'autorité sur l'ensemble, et chaque empereur devant prendre ses décisions en accord avec son collègue.
Au IVe siècle tout l'Empire romain forme quatre préfectures, contenant ensemble quatorze diocèses, qui eux-mêmes comprenaient plus de cent provinces ; Rome et Constantinople restant en dehors de cette division.

### L'œuvre de Constantin
En 305, Dioclétien abdique, ce qui est une première dans l'histoire de l'empire, en obligeant Maximien à l'imiter en faveur de leurs coempereurs Galère et Constance Chlore, père de Constantin Ier.
Au terme de nombreuses luttes de pouvoir entre les prétendants, dont Constantin sort vainqueur fin 323, l'unité administrative de l'empire est temporairement rétablie.
Constantin peut être considéré comme le fondateur de l'Empire romain d'Orient chrétien, étant l'empereur qui à la fois fit du christianisme une religion légale dans l'Empire romain, mettant ainsi fin aux persécutions menées par ses prédécesseurs, et de Byzance une « nouvelle Rome » (Nova Roma) dès lors appelée Constantinople (Constantinou polis, « ville de Constantin », aujourd'hui Istanbul). Constantin Ier contribua aussi à la fondation de la doctrine chrétienne en convoquant le premier concile œcuménique à Nicée en 325.

## La division de l'Empire

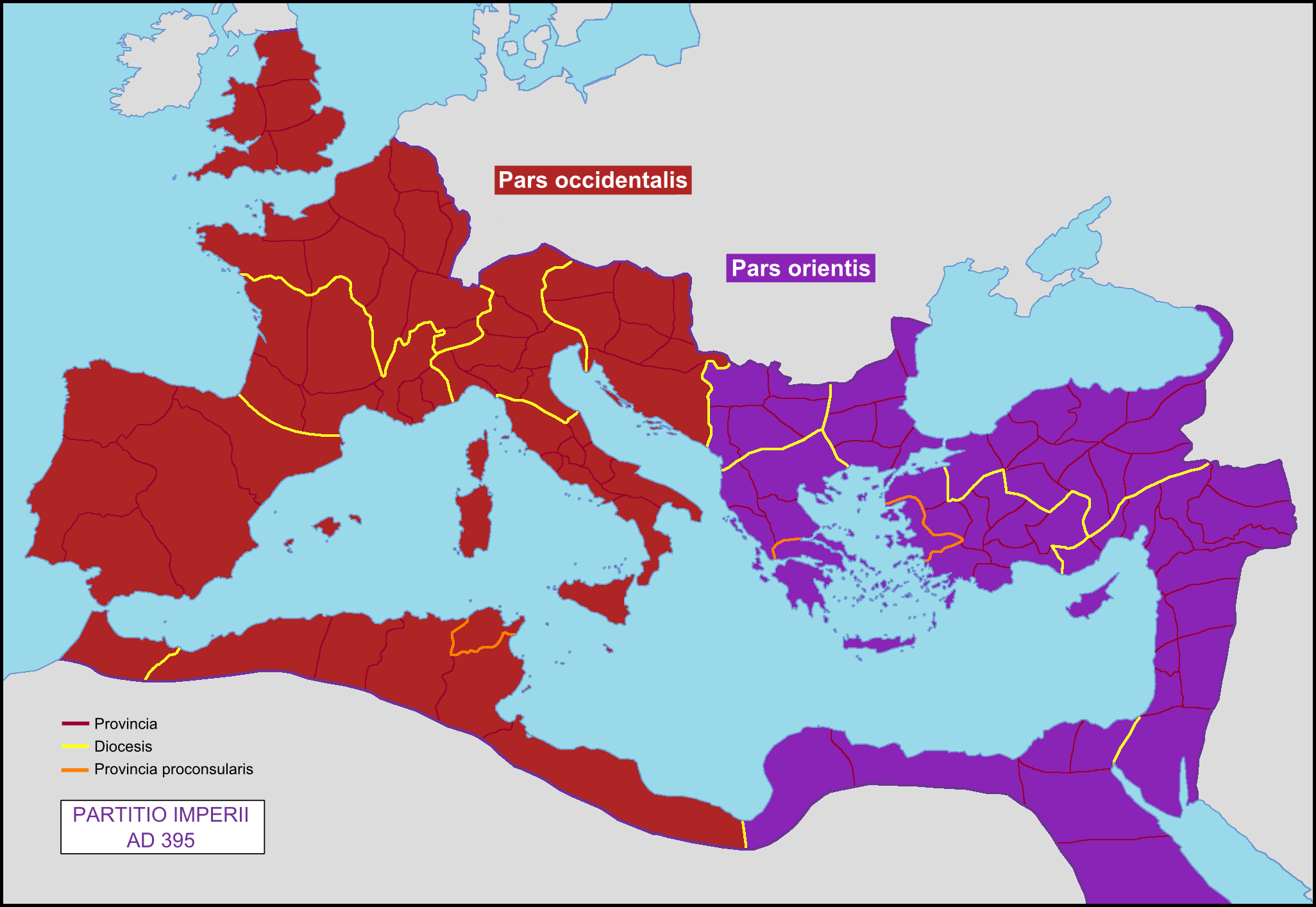
Empires romains d'Orient et d'Occident en 395. Alors que la partition est vécue comme une disposition temporaire au moment des faits, elle sera en fait durable.

L'unité de l'Empire n'est que temporairement rétablie sous Constantin, car après sa mort, le recours à un coempereur devient presque systématique.
La division est définitive à la mort de Théodose le Grand en 395. Les parties occidentale et orientale échoient à ses deux fils, Honorius à Rome puis à Ravenne, et Arcadius à Constantinople. Dès lors, les ambitions politiques de chaque coempereur ne viendront plus empiéter sur les prérogatives de l'autre. Avec l'accession au trône de Léon Ier à Constantinople en 457, les liens dynastiques qui unissaient jusque-là les empereurs d'Orient et d'Occident sont définitivement rompus.
En 476, lors du remplacement de l'Empire romain d'Occident par les royaumes germaniques, l'empereur d'Orient Zénon devient l'unique dépositaire de l'autorité impériale romaine, dont ces royaumes reconnaissaient, au début, l'autorité nominale. Comme au moment de la séparation de 395, l'événement ne fut pas perçu à l'époque comme définitif et Odoacre comme Théodoric firent allégeance à Zénon. Dans l'antiquité tardive et au Haut Moyen Âge, l'empire d'Orient et ses divers avatars sont naturellement considérés comme romains tant par leurs habitants que par l'Occident: c'est l'historien allemand Hieronymus Wolf qui, dans son Corpus historiæ byzantinæ, lance au XVIe siècle la dénomination d'« Empire byzantin »  qui ne sera cependant popularisée qu'à partir de 1857 par George Finlay.
Dans l'empire d'Orient, la langue grecque était lingua franca du commerce, de la culture, des sciences et de l'Église, avec Constantinople, Andrinople, Thessalonique, Mistra, Nicée, Nicomédie, Éphèse, Philadelphie, Sinope, Trébizonde, Sébaste, Icônie, Antioche et Alexandrie comme centres de rayonnement, mais beaucoup de ses citoyens, les « Romées », parlaient aussi d'autres langues, notamment des langues romanes, perpétuant la culture romaine dans les exarchats de Carthage, d'Hispanie, d'Italie et dans les Balkans.

## Tentatives de reconstitution de l'empire

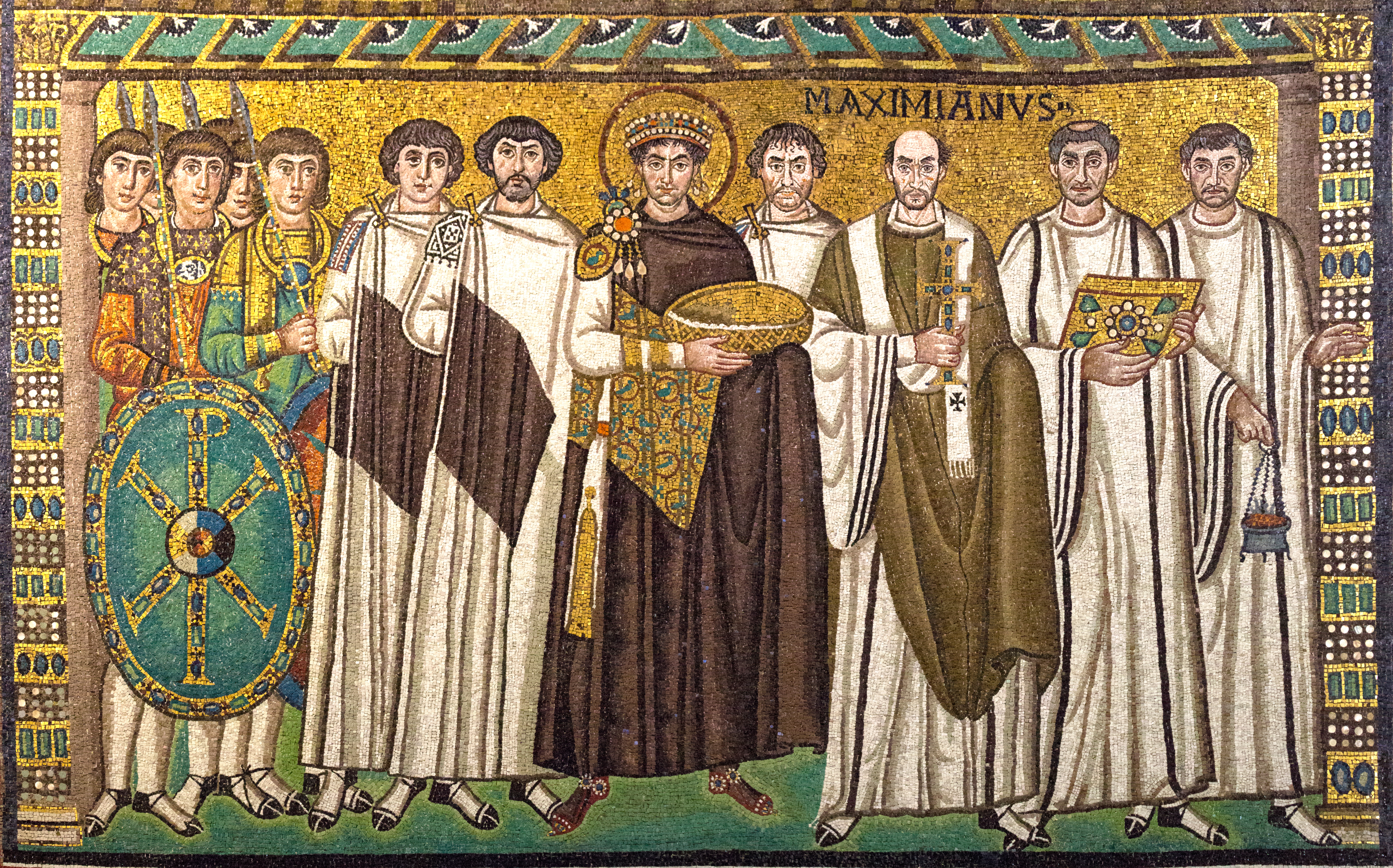
L'empereur Justinien et sa cour, mosaïque de la basilique Saint-Vital de Ravenne.

En 488, Théodoric emmène les Goths fédérés, installés depuis un siècle dans le nord de la Thrace, dans un grand exode vers l'Italie, en accord avec l'empereur Zénon qui doit destituer Odoacre et régner à sa place au nom de l'empereur. L'Empire romain d'Orient a finalement surmonté la période des grandes migrations en cette fin de Ve siècle grâce à sa diplomatie, ce qu'il poursuit ensuite face aux Slaves et aux Avars.
Après la mort de Théodoric, l'assassinat de sa fille en 535 offre à l'empereur Justinien Ier le prétexte pour achever la restauration de l'unité de l'empire qu'il a initiée en œuvrant à la réconciliation des Églises d'Orient et d'Occident en 519, puis en reconquérant l'Afrique du Nord en 533. L'armée byzantine, commandée par le général Bélisaire, débarque en Sicile en 536, puis, quatre ans plus tard, reconquiert toute l'Italie. Mais les Goths reprennent Rome, obligeant Justinien à envoyer une nouvelle armée en 552 sous le commandement de Narsès. Les Goths sont définitivement vaincus cette même année, dans la vallée du Sarno, et chassés d'Italie. Justinien parachève son œuvre en reprenant pied en Hispanie, refaisant de la Méditerranée une « mer intérieure » romaine (mare internum) pendant que Constantinople devient la plus grande ville d'Europe.
L'œuvre de Justinien ne se résume pas à sa restauration partielle de l'Empire romain : elle est également juridique. À sa demande Tribonien révise les lois romaines : son travail monumental aboutit à la rédaction du Corpus juris civilis en 529. Justinien fait en outre reconstruire la basilique Sainte-Sophie (la « Sainte Sagesse », Αγια Σοφια) qui fut achevée en 537.
Son neveu Justin II ne parvient pas à stopper l'invasion des Lombards en Italie en 568 car simultanément les Avars envahissent les Balkans, suivis en 577 par les Slaves pendant que les Perses attaquent à l'Est depuis 572. En 588, le royaume wisigoth prend aux Romains d'Orient la moitié de l'Hispanie romaine. L'empereur Maurice doit réorganiser les dernières possessions romaines en Italie, en Hispanie et en Afrique.
Il constitue les exarchats de Ravenne et de Carthage, destinés à faciliter la défense de ces régions par la concentration des pouvoirs civil et militaire dans les mains d'un seul homme, l'exarque. Ils permettent d'assurer à l'empire une présence durable en Occident. Enfin, la paix obtenue avec les Perses en 591 permet à Maurice de lancer une offensive dans les Balkans. Mais la guerre est longue et pénible, et en 602, l'armée et le peuple se révoltent et conduisent un nouvel empereur au pouvoir. Les Romains d'Orient renoncent définitivement à chasser les Slaves de l'empire, choisissant de les christianiser et de vassaliser leurs duchés.

## Conséquences
La séparation de 395 est d'abord réalisée sur le plan administratif, mais s'étend à la sphère religieuse du christianisme au concile de Chalcédoine de 451, qui établit une pentarchie postulant l'égalité patriarcale entre les évêques de Rome, de Constantinople, d'Antioche, de Jérusalem et d'Alexandrie, ce que l'Église de Rome, la Papauté, refuse de reconnaître. Le VIe siècle a aussi été marqué par les crises théologiques, avec le développement du monophysisme, malgré sa condamnation lors du concile de Chalcédoine : en 484, le pape Félix III excommunie le patriarche de Constantinople Acace pour protester contre la nomination d'un évêque monophysite à Alexandrie et en représailles, Acace excommunie Félix III.
La séparation entre l'Empire romain à l'Orient et les royaumes germaniques à l'Occident incitera ces derniers, mais aussi la Papauté, à revendiquer l'héritage de l'Empire romain d'Occident en contestant la légitimité de la « Romanie » orientale dont ils se détachent de plus en plus, ce qui historiquement favorisera l'émergence des empires sanctifiés carolingien et germanique, le grand schisme chrétien, le détournement de la quatrième croisade vers Constantinople au lieu de la terre sainte et l'élaboration en Occident d'une historiographie péjorative de l'Empire romain d'Orient, dès lors appelé « Bas-Empire » (par opposition à l'Empire triomphant unitaire), « Byzance » et « byzantin » (par opposition à « Rome » et « romain ») tandis que s'élabore l'idéalisation d'un dynamique « Occident chrétien » de tradition latine (par opposition à un « Orient schismatique et décadent » de tradition grecque).
À partir du VIe siècle, à l'Ouest, l'Italie tardi-romaine disparut en grande partie au profit des Lombards, pendant qu'au Sud et à l'Est les Perses sassanides, puis les Arabes musulmans, conquirent, sous le règne d'Héraclius, les provinces d'Afrique du Nord et du Moyen-Orient. En revanche, au Nord, le modèle romain d'Orient, institutionnel et religieux, avec les tsars (« césars ») et le christianisme orthodoxe de rite grec, influença durablement les pays slaves, roumains et géorgiens, au point qu'à la chute de la « seconde Rome » Constantinople, la nouvelle métropole russe, Moscou, se proclama « troisième Rome ». L'Empire russe put alors revendiquer l'héritage de l'Empire romain d'Orient et tenter aux XVIIIe et XIXe siècles, en devenant le protecteur des « Romées » (rûm) chrétiens soumis aux ottomans, de traduire cet héritage en termes géopolitiques modernes,.